# Курилеховка
Курилеховка (укр. Курилехівка) — село,
Терешковский сельский совет,
Полтавский район,
Полтавская область,
Украина.
Код КОАТУУ — 5324083909. Население по переписи 2019 года составляло 143 человека.

## Географическое положение
Село Курилеховка находится в 2-х км от села Кашубовка. 
До 2018 года входил в состав ликвидированного Никольского сельсовета;

## Известные жители и уроженцы
- Миколенко, Ефросиния Макаровна (1908—1995) — Герой Социалистического Труда.